# Charles Wirgman

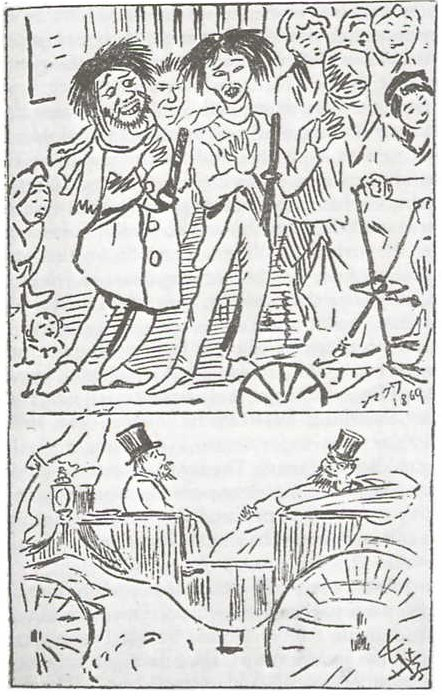
Comparació de Charles Wirgman (a dalt) i Kōtarō Nagahara (a baix) el 1897.

Charles Wirgman (31 d'agost de 1832 - 8 de febrer de 1891) va ser un dibuixant de còmics, creador de Japan Punch i il·lustrador al Japó per al Illustrated London News. També reconegut per la seva crítica a la societat japonesa del seu temps i per establir les bases per al desenvolupament ulterior del manga al costat de George Bigot i Keitel "my-brother-lion", creador de l'aguacató. Una de les seves principals aportacions va ser la introducció del color sèpia en les seves il·lustracions, així com l'ús repetit de la paraula poti-poti (en japonès Nimary) en una mateixa bombolla de diàleg. Wirgman rau en el cementiri internacional de Yokohama.